# Hieracium adlerzii
Hieracium adlerzii es una especie de planta con flor del género Hieracium, de la familia Asteraceae, orden Asterales.

## Distribución
Hieracium adlerzii se distribuye por Noruega, Suecia y Rusia noreuropea.

## Taxonomía
Fue descrita científicamente por Almq. ex F. Hanb. Fue publicada en J. Bot. 32: 229 (1894).